# الفن في الأندلس

## الرسم
على طول تاريخ الرسم في الأندلس لعبت المدرستان الغرناطية والإشبيلية دورا كبيراً. هذه الأخيرة هي واحدة من كبرى المدراس التصويريه الإسبانية والأوروبية، والتي كان لها مسار طويل منذ القرن 15 وحتى القرن 19، وساهمت أيضاً في صنع تاريخ الفنانين العظماء مثل: ثورباران وفيلاثكيث ومورييو، وبالمثل أيضاً في نظريات الفن لفرانثيسكو باتشيكو. هذا ويعتبر متحف الفنون الجميلة في إشبيلية والذي يُعد ثاني أهم معرض تصويري في إسبانيا من أساسيات التعرف على تاريخ الفن التصويري الأندلسي.
ومن هنا، جدير بالذكر بشكل خاص الرسم الاخلاقي الأندلسي، الذي بدأ نموه برحيل الرومانسية على يد فنانين مثل: مانويل بارّون، خوسيه جارثيا راموس، جونزالو بيلباو وخوليو روميرو دي توريس والتي تم عرضها ايضاً بشكل جيد في مجموعة كارمن تيسين بورنيميزا. يَشكل بيكاسو عمودًا أساسيًا في نطاق الرسم المَعاصر، والذي تم عرض أعماله بشكل موسع في متحف بيكاسو بملقا.

## الموسيقي في الاندلس
مكث المسلمون في الأندلس قرابة الثمانية قرون، وكان نتيجة لهذا الامتزاج الذي حدث بين المسلمين والشعوب الأوربية ظهور عصر النهضة الحديثة، وبدأ المسلمون يؤثرون في كافة المجالات في الأندلس، ومن بين تلك المجالات الموسيقى.

### الموسيقى الأندلسية من حيث اللحن والمقام
ظهرت بعض المقامات العربية في الموسيقى الأندلسية مثل مقام الحجاز.

### من حيث الأداء
يؤدي الغناء شخصٌ منفرد أو مجموعة.

### من حيث التأليف
1. ظهور أعمال ارتجالية.
2. دخول المواويل إلى الغناء الأندلسي.

## الآلات التي كانت تؤدى بها الموسيقى الأندلسية
كانت الموسيقى الأندلسية تعتمد بشكل كبير على الآلة، والآلات نوعان هما:
1. آلات وترية: مثل العود الذي احتل مركز الصدارة بين الآلات الموسيقية، والكمان الذي بدأ ينتشر بشكل كبير في القرن ال‍ 13.
2. آلات هوائية: مثل الساكسفون والترومبيت.

## تطور الموسيقى الأندلسية ومظاهر تطويرها
1. استخدام آلات النفخ الهوائية مثل الساكسفون والترومبيت.
2. اشتراك العنصر النسائي في الغناء.
3. تنظيم الشعر المعبر عن القضايا الحديثة.
4. قام البعض بتأليف قطع موسيقية على طريقة الإنتاج الكلاسيكي الموروث.

1. تدوين الألحان للحفاظ عليها من الضياع.

## العازفون في الأندلس
كان عدد العازفين لا يزيد عن العشرة في البداية، ولكن بعد ذلك بدخول آلات موسيقية جديدة إلى الأندلس زاد عدد العازفين.